# تاتسويا كاتو (صحفي)
تاتسويا كاتو (باليابانية: 加藤達也) هو صحفي ياباني، ولد في 1980 في طوكيو في اليابان.